# Pekka-Rautakallio-Trophäe
Die Pekka-Rautakallio-Trophäe ist eine Eishockey-Auszeichnung, die von der finnischen SM-liiga an den besten Verteidiger der Saison vergeben wird. Seit 1995 trägt sie den heutigen Namen.

## Preisträger
| Saison    | Gewinner                 | Team          |
| --------- | ------------------------ | ------------- |
| 1977–78   | Pekka Rautakallio        | Ässät         |
| 1978–79   | Pekka Rautakallio        | Ässät         |
| 1979–80   | Reijo Ruotsalainen       | Kärpät        |
| 1980–81   | Reijo Ruotsalainen       | Kärpät        |
| 1981–82   | Pertti Lehtonen          | HIFK          |
| 1982–83   | Nikolai Makarow          | Jokerit       |
| 1983–84   | Tapio Levo               | Ässät         |
| 1984–85   | Tapio Levo               | Ässät         |
| 1985–86   | Pekka Rautakallio        | HIFK          |
| 1986–87   | Hannu Virta              | TPS           |
| 1987–88   | Timo Jutila              | Tappara       |
| 1988–89   | Hannu Virta              | TPS           |
| 1989–90   | Hannu Virta              | TPS           |
| 1990–91   | Hannu Virta              | TPS           |
| 1991–92   | Harri Laurila            | JYP Jyväskylä |
| 1992–93   | Erik Hämäläinen          | Jokerit       |
| 1993–94   | Petteri Nummelin         | TPS           |
| 1994–95   | Marko Kiprusoff          | TPS           |
| 1995–96   | Mika Strömberg           | Jokerit       |
| 1996–97   | Brian Rafalski           | HPK           |
| 1997–98   | Allan Measures           | Ilves         |
| 1998–99   | Brian Rafalski           | HIFK          |
| 1999–2000 | Toni Lydman              | HIFK          |
| 2000–01   | Jouni Loponen            | TPS           |
| 2001–02   | Tom Koivisto             | Jokerit       |
| 2002–03   | Marko Tuulola            | HPK           |
| 2003–04   | Toni Söderholm           | HIFK          |
| 2004–05   | Ilkka Mikkola            | Kärpät        |
| 2005–06   | Lasse Kukkonen           | Kärpät        |
| 2006–07   | Cory Murphy              | HIFK          |
| 2007–08   | Arto Laatikainen         | Espoo Blues   |
| 2008–09   | Markus Seikola           | Ilves         |
| 2009–10   | Lee Sweatt               | TPS           |
| 2010–11   | Sami Vatanen             | JYP           |
| 2011–12   | Sami Vatanen             | JYP           |
| 2012–13   | Shaun Heshka             | Ässät         |
| 2013–14   | Lasse Kukkonen           | Kärpät        |
| 2014–15   | Esa Lindell              | Ässät         |
| 2015–16   | Yohann Auvitu            | HIFK          |
| 2016–17   | Miika Koivisto           | Jokerit       |
| 2017–18   | Miro Heiskanen           | HIFK          |
| 2018–19   | Oliwer Kaski             | Pelicans      |
| 2019–20   | Matt Caito               | KooKoo        |
| 2020–21   | Robin Press              | Lukko         |
| 2021–22   | Vili Saarijärvi          | Lukko         |
| 2022–23   | Valtteri Kemiläinen      | Tappara       |
| 2023–24   | Charles-Édouard D’Astous | KooKoo        |
| 2024–25   | Atro Leppänen            | Vaasan Sport  |

### Preisträger nach Mannschaften
- 7 Preisträger: TPS, HIFK
- 6 Preisträger: Ässät
- 4 Preisträger: Jokerit, Kärpät
- 3 Preisträger: JYP
- 2 Preisträger: HPK, Ilves, KooKoo, Lukko, Tappara
- 1 Preisträger: Blues, Pelicans, Vaasan Sport